# Upeneichthys vlamingii
 Upeneichthys vlamingii és una espècie de peix de la família dels múl·lids i de l'ordre dels perciformes.

## Morfologia
Els mascles poden assolir els 35 cm de longitud total.

## Distribució geogràfica
Es troba al sud d'Austràlia.